# Roberto Moreno
Roberto Pupo Moreno (Rio de Janeiro, Brazil, 11. veljače 1959.) je bivši brazilski vozač automobilističkih utrka. Godine 1980. osvojio je naslov prvaka u Britanskoj Formuli Ford, a 1982. naslov u Novozelandskom International Formula Pacific prvenstvu. U Europskoj Formuli 2 osvojio je titulu viceprvaka 1984. U Formuli 1 je nastupao od 1982. do 1995. s prekidima, a najbolji rezultat je ostvario na Velikoj nagradi Japana 1990., kada je u Benettonu osvojio drugo mjesto iza momčadskog kolege i pobjednika Nelsona Piqueta. Od 1985. do 2008. je u prekidima nastupao u IndyCaru (IRL i CART), a najbolji rezultat je ostvario 2000. u CART seriji, kada je s jednom pobjedom i još pet postolja osvojio treće mjesto u ukupnom poretku vozača. Nastupao je i na utrkama 24 sata Le Mansa i 500 milja Indianapolisa, no bez većih uspjeha.

## Vanjske poveznice
- Roberto Moreno - Driver Database
- Roberto Moreno - Stats F1
- Roberto Moreno - Racing Sports Cars